# Xiaomi Arena
Xiaomi Arena voorheen bekend als de Arena Riga is een overdekte arena in Riga, Letland. De arena wordt voornamelijk gebruikt voor ijshockey, basketbal en concerten. Arena Riga heeft een maximumcapaciteit van 14.500 bezoekers en werd voltooid in 2006. De arena werd gebouwd voor het wereldkampioenschap ijshockey voor A-landen 2006.
Sinds 2008 is het de thuisbasis van ijshockeyclub Dinamo Riga, dat uitkomt in de Kontinental Hockey League. In de loop der jaren heeft de Arena ook vele bekende artiesten van over de hele wereld ontvangen. Ook spelen de basketbalclubs VEF Riga en TTT Riga in de Arena Riga.

## Evenementen
- Wereldkampioenschap ijshockey voor A-landen 2006
- IIHF Continental Cup 2008
- 2008 IIHF Wereldkampioenschappen ijshockey junioren - Divisie I
- EuroBasket Dames 2009
- 2011 FIBA Wereldkampioenschap onder 19
- 2016 Wereldkampioenschappen Floorball Heren
- Eurovisie-koor van het jaar 2017
- World Boxing Super Series 2017–18, 2018–19
- EuroBasket Dames 2019
- 2021 IIHF Wereldkampioenschap TBA